# Stereotydeus undulatus
Stereotydeus undulatus är en spindeldjursart som beskrevs av Strandtmann 1964. Stereotydeus undulatus ingår i släktet Stereotydeus och familjen Penthalodidae. Inga underarter finns listade i Catalogue of Life.